# Campionati europei di nuoto paralimpico 2011
I Campionati europei di nuoto paralimpico 2011 sono stati la seconda edizione dei Campionati europei di nuoto paralimpico, una competizione continentale di nuoto per nuotatori con disabilità. Si è svolta a Berlino, in Germania, dal 3 al 10 luglio 2011.

## Medagliere
Di seguito le prime 10 posizioni del medagliere.
| Pos. | Paese         | Oro | Argento | Bronzo | Totale |
| ---- | ------------- | --- | ------- | ------ | ------ |
| 1    | Ucraina       | 41  | 37      | 27     | 105    |
| 2    | Gran Bretagna | 27  | 26      | 30     | 83     |
| 3    | Spagna        | 26  | 13      | 18     | 57     |
| 4    | Russia        | 22  | 21      | 21     | 64     |
| 5    | Paesi Bassi   | 11  | 6       | 7      | 24     |
| 6    | Germania      | 9   | 14      | 11     | 34     |
| 7    | Francia       | 6   | 7       | 10     | 23     |
| 8    | Bielorussia   | 5   | 5       | 3      | 13     |
| 9    | Svezia        | 4   | 6       | 3      | 13     |
| 10   | Norvegia      | 4   | 2       | 1      | 7      |